# Série Aubrey-Maturin
Série Aubrey-Maturin je literární cyklus zahrnující 20 historických námořních románů (přičemž 21. zůstal nedokončený) z pera britského autora Patricka O’Briana.
Příběh knih se odehrává na pozadí napoleonských válek zkraje 19. století, samotné romány vznikly ve 20. století.
Hlavními postavami jsou kapitán britského námořnictva Jack Aubrey a jeho přítel, irsko-katalánský doktor Stephen Maturin.

## Díly série
1. Velitel šalupy; 2000, 2017, překlad: Leonid Křížek (Master and Commander, 1969)
2. Kapitán fregaty, 2002, překlad: Leonid Křížek (Post Captain, 1972)
3. H.M.S. Surprise, 2003, překlad: Leonid Křížek (HMS Surprise, 1973)
4. Výprava na Mauritius, 2005, překlad: Leonid Křížek (The Mauritius Command, 1977); román je inspirovaný skutečnými událostmi
5. Pochmurný ostrov, 2007, překlad: Ing. Simona Kučerová (Desolation Island, 1978)
6. Válečná štěstěna, 2012, překlad: Simona Kučerová (The Fortune of War, 1979)
7. Na vlnách Baltu, 2013, překlad: Jana Šimonová (The Surgeon's Mate, 1980)
8. Iónská mise, 2015, překlad: Jana Šimonová (The Ionian Mission, 1981)
9. Přístav zrady, 2016, překlad: Jana Šimonová (Treason's Harbour, 1983)
10. Odvrácená strana světa, 2017, překlad: Linda Bartošková (The Far Side of the World, 1984)
11. Rub medaile, 2018, překlad: Linda Bartošková, František Novotný (The Reverse of the Medal, 1986)
12. Lapací list, 2019, překlad: Linda Bartošková (The Letter of Marque, 1988)
13. Pozdravná salva, 2020, překlad: Linda Bartošková (The Thirteen-Gun Salute, 1989)
14. Muškát útěchy, 2021, překlad: Linda Bartošková (The Nutmeg of Consolation, 1991)
15. Clarissa Oakesová, 2022, překlad Linda Bartošková (Clarissa Oakes,1992)
16. The Wine-Dark Sea (1993)
17. The Commodore (1994)
18. The Yellow Admiral (1996)
19. The Hundred Days (1998)
20. Blue at the Mizzen (1999)
21. The Final Unfinished Voyage of Jack Aubrey (2004)